# La Princesse et le Monstre charmant
 (août 2022).
La Princesse et le Monstre charmant (Бука. Моё любимое чудище, Buka. Moyo lyubimoe chudishche) est un long métrage d'animation russo-hongrois du studio Skazka et de la société cinématographique CTB,, réalisé par Viktor Glukhushin et Maksim Volkov, sorti en 2021.

## Synopsis
Scandale dans la famille royale : la princesse capricieuse Varvara s'est échappée du palais et a traversé la forêt à la recherche d'un beau prince. Cependant, au lieu d'une rencontre chérie avec son amant, elle est capturée par Buka, le voleur le plus dangereux du royaume. Mais très vite, il devient clair que la princesse pleine de vie est prête à transformer la vie de Buka en cauchemar, histoire d'atteindre son but. Ainsi, la Varvara agitée commence à rétablir son ordre dans la forêt.

## Fiche technique
- Titre : La Princesse et le Monstre charmant
- Titre original : Бука. Моё любимое чудище (Buka. Moyo lyubimoe chudishche)
- Titre anglais : My Sweet Monster

## Distribution
La bande-annonce du film est sortie en ligne en mars 2022.
Le distributeur original devait être Sony Pictures Releasing. Mais plus tard, la société a cessé ses activités en Russie. Ensuite, on a appris que la société Volga était devenue le distributeur du dessin animé.
En Russie et dans la CEI, le film d'animation «La Princesse et le Monstre charmant » sortira le 28 avril. On sait que les droits sur l'image ont été acquis dans 97 pays, dont l'Allemagne, les États-Unis et la France. La bande sur le marché étranger sera affichée sous le nom My Sweet Monster.
Et déjà le 9 juin, le dessin animé est sorti dans le cinéma en ligne Kinopoisk, ainsi que sur le service vidéo Premier.